# Рагиб Харб
Рагиб Харб (араб. راغب حرب‎; 1952, поселок Джибшит, Южный Ливан — 16 февраля 1984, Ливан) — ливанский шиитский политический и духовный деятель, один из лидеров шиитского сопротивления израильской оккупации Южного Ливана.

## Биография
Рагиб Харб родился в Джибшите, там обитал до 1969 года, когда ушёл учиться в Бейрут. Через год ушёл в Наджаф. Возвратился из Наджафа в Джибшит и стал настоятелем мечети в 1974 году, когда наблюдались обострения конфликта меж ливанскими общинами. Во время Гражданской войны в Ливане основал приюты для сирот — один в Джибшите (1975), а другой — в Аль-Шаркийа (1978).

### Столкновения с Израилем
5 июня 1982 года АОИ вошла на территории Ливана с целью его очистки от подразделениями Организации освобождения Палестины. В зоне оккупации оказался и Джибшит. Так как командование израильских частей хорошо понимало значение поддержки настоятеля местной мечети, они попытались установить с ним хорошие отношения, но Харб отверг все эти предложения и потребовал покинуть мечеть. После этого израильтяне и их союзники не раз вторгались в его дом с целью его ареста, но им этого не удавалось до 3 марта 1983 года, когда они наконец арестовали шейха ночью и тайно перевели в близлежащий посёлок Зибдан, а оттуда — в лагерь для интернированных «Ансар». В Джибшите и в окрестных шиитских поселках начались волнения. Нападки на военнослужащих и Израиля, и Армии южного Ливана учащались, а завербовать шейха никак не удавалось. Спустя около 8 месяцев его освободили, но сразу же спецслужбы Израиля приступили к плану его тайной ликвидации. План ликвидации осуществил Данни Абдулла — один из местных бандитов, также участвовавший в операции по захвату шейха Абд эль-Карима Убейда, позже осуждённый за наркотраффик и бандитизм в Дании.